# Myrvireor
Myrvireor (Dysithamnus) är ett fågelsläkte i familjen myrfåglar inom ordningen tättingar. Släktet omfattar åtta arter med utbredning i Latinamerika från södra Mexiko till sydöstra Brasilien:
- Fläckbröstad myrvireo (D. stictothorax)
- Grå myrvireo (D. mentalis)
- Strimhuvad myrvireo (D. striaticeps)
- Fläckhuvad myrvireo (D. puncticeps)
- Rostryggig myrvireo (D. xanthopterus)
- Svart myrvireo (D. occidentalis)
- Blygrå myrvireo (D. plumbeus)
- Sotmyrvireo (D. leucostictus)